# 福清原子力発電所
福清原子力発電所 (中国語: 福清核电站)は中華人民共和国福建省福州市福清市三山鎮にある原子力発電所。
4基の1,089 メガワット (MW) CPR-1000 加圧水型原子炉 (PWR)がある 。
CPR-1000は大亜湾原子力発電所にあるアレバ設計のPWRから中国が開発した改良型PWR設計である。
中国核工業集団 (51%)、中国華電集団 (39%) および福清投資開発 (10%)の共同で建設され、運営されている。

## 経緯
1号機の建設は2008年11月21日に始まり、2014年に完了した。当時の副総理李克強が工事開始の式典に参加した。
2号機の最初のコンクリート打設は2009年6月17日で、 2015年10月に始動した。
3号機の最初のコンクリート打設は2010年12月31日だった。 
4号機の建設は2011年に開始予定だったが、福島第一原子力発電所事故後の中国の原子力安全審査に伴い2012年11月まで延期された。
2014年11月に5号機と6号機を華龍一号（CPR-1000の改良）設計とし、5号機を2019年頃に稼働する計画が告知された 。
5号機の最初のコンクリート打設は2015年5月7日であった。5号機は2020年10月に華龍一号で初めての臨界を達成し、その次の月に送電網接続、2021年1月30日に商業運転を開始した。
6号機は2021年12月に臨界を達成し、2022年1月に送電網接続され、2022年3月25日に商業運転を開始した。

## その他
福清原子力発電所は台湾、澎湖、金門、馬祖などに近く事故があった場合は影響があるとして懸念されている。

## 原子炉
福清原子力発電所は6基の運転中の原子炉からなる。
| 原子炉 | 原子炉形式     | 建設開始       | 送電網接続     | 商業運転開始   | 出典                 |
| ------ | -------------- | -------------- | -------------- | -------------- | -------------------- |
| 第1期  |                |                |                |                |                      |
| 1号機  | PWR / CNP-1000 | 2008年11月21日 | 2014年8月20日  | 2014年11月22日 | [ 3 ] [ 17 ]         |
| 2号機  | PWR / CNP-1000 | 2009年6月17日  | 2015年8月6日   | 2015年10月16日 | [ 4 ] [ 18 ]         |
| 第2期  |                |                |                |                |                      |
| 3号機  | PWR / CNP-1000 | 2010年12月31日 | 2016年9月7日   | 2016年10月24日 | [ 19 ] [ 20 ] [ 21 ] |
| 4号機  | PWR / CNP-1000 | 2012年11月17日 | 2017年7月29日  | 2017年9月17日  | [ 2 ] [ 22 ]         |
| 5号機  | PWR / 華龍一号 | 2015年5月7日   | 2020年11月27日 | 2021年1月30日  | [ 6 ] [ 23 ] [ 24 ]  |
| 6号機  | PWR / 華龍一号 | 2015年12月22日 | 2022年1月1日   | 2022年3月25日  | [ 25 ] [ 26 ]        |

## 註
1. ↑   “Construction of Fuqing Nuclear Power Plant commences”. People's Daily Online. (24 November 2008) 2009年11月13日閲覧。
2. 1 2 3  “Nuclear Power in China”. Country Briefings.  World Nuclear Association (WNA) (2016年10月). 2016年10月25日閲覧。
3. 1 2 3  “Construction gets under way at Chinese sites”. World Nuclear News (WNA). (2008年11月24日) 2009年11月13日閲覧。
4. 1 2  “Nuclear construction launch in China”. World Nuclear News (WNA). (2009年6月23日) 2009年11月13日閲覧。
5. ↑  “Hualong One deployment at Fuqing 5”. World Nuclear News. (2014年11月4日) 2015年3月9日閲覧。
6. 1 2  “China starts building first Hualong One unit”. World Nuclear News. (2015年5月7日) 2015年5月7日閲覧。
7. ↑  “China's Fuqing 5 achieves criticality - Nuclear Engineering International”. www.neimagazine.com 2020年12月15日閲覧。
8. ↑  “World's first Hualong One unit connects to grid : New Nuclear - World Nuclear News”. world-nuclear-news.org 2020年12月15日閲覧。
9. ↑  “China's first ualong One begins commercial operation”. Nuclear Engineering International. (2021年2月1日) 2021年2月1日閲覧。
10. ↑  “World's 3rd Nuclear Reactor with Hualong One Tech Connected to Grid_ News_ 福建省人民政府门户网站”. 2023年8月8日閲覧。
11. ↑  “Second Fuqing Hualong One enters commercial operation”. world-nuclear-news.org. (2022年3月25日) 2022年3月25日閲覧。
12. ↑  中國若發生核事故 輻射塵六小時抵台，自由時報，2012-03-12
13. ↑  中國核電廠 對台威脅勝導彈，玉山周報，2011-03-23
14. ↑  盧秀燕, 全面檢討台灣的「馬其諾防線」，蘋果日報 (台湾)，2011年03月18日
15. ↑  美日對核災沒轍 台灣「核」去「核」從？，《非凡新聞週刊》258期，2011-03-27。
16. ↑  可怕的中國核電廠，海洋臺灣，2011/3/19
17. ↑  “Fuqing 1”. Power Reactor Information System (PRIS).   International Atomic Energy Agency (IAEA) (2013年1月19日). 2013年1月20日閲覧。
18. ↑  “Fuqing 2”. PRIS.   IAEA (2016年10月24日). 2016年10月25日閲覧。
19. ↑  “Nuclear construction builds up”. World Nuclear News. (2011年1月4日) 2011年1月11日閲覧。
20. ↑  “Fuqing 3”. PRIS.   IAEA (2016年10月24日). 2016年10月25日閲覧。
21. ↑  “China's 37th reactor enters commercial operation”. (2017年9月18日) 2017年9月25日閲覧。
22. ↑  “Fuqing 4”. PRIS.   IAEA (2017年9月26日). 2017年9月27日閲覧。
23. ↑  “Fuqing 5”. PRIS.   IAEA (2017年9月26日). 2017年9月27日閲覧。
24. ↑  “中国国産原子炉「華竜１号」初の原発が商業運転開始”. AFPBB News. (2021年2月1日) 2021年12月17日閲覧。
25. ↑  “Fuqing 6”. PRIS.   IAEA (2021年4月25日). 2021年4月26日閲覧。
26. ↑  “Third Hualong One unit connected to grid”. World Nuclear News.   World Nuclear Assn. (2022年1月4日). 2021年4月26日閲覧。